# Tina McElroy Ansa
Tina McElroy Ansa (* 18. November 1949 als Tina McElroy in Macon, Georgia; † 10. September 2024) war eine afroamerikanische Schriftstellerin und Journalistin. In ihren Romanen erzählte sie die Geschichten afroamerikanischer Frauen in ihrem Heimatstaat Georgia.

## Leben
Tina McElroy, Tochter von Walter J. McElroy und Nellie McElroy, begann nach dem Schulbesuch ein Studium an dem zum Atlanta University Center gehörenden Spelman College, das sie 1971 beendete. Anschließend war sie zwischen 1971 und 1978 als erste afroamerikanische Frau für die Morgenzeitung The Atlanta Constitution tätig, für die sie als Redakteurin, Make-up-Redakteurin, Layout-Redakteurin, Unterhaltungsautorin, Reporterin und Nachrichtenredakteurin tätig war. Anschließend verfasste sie zahlreiche Artikel und Op-Ed-Stücke für Zeitungen und Zeitschriften wie The Los Angeles Times, Newsday, The Atlanta Constitution, The Florida Times-Union, Ms., Atlanta Magazine und das Catalyst Literary Magazine. Sie heiratete den Regisseur, Filmemacher und Absolventen des American Film Institute Jonée Ansa und war mit diesem 1989 Leiterin und Produzentin des Georgia Sea Island Festival, das versuchte Musik, Essen, Sklavengesänge, Dialekte und Traditionen Afrikas der Amerikaner, die als Sklaven auf den Baumwoll- und Reisplantagen an der Küste von Georgia lebten und arbeiteten, zu bewahren.
1989 veröffentlichte Tina McElroy Ansa ihren ersten Roman Baby of the Family, der von The New York Times als „Bemerkenswertes Buch des Jahres“ ausgezeichnet wurde sowie zu den Preisträgern der Georgia Authors Series gehörte. Ferner wählte die American Library Association den Roman zum Besten Buch für junge Erwachsene. Darin geht es um Lena McPherson, die seit ihrer Geburt in einem kleinen, komplett schwarzen Krankenhaus in der winzigen Stadt Mulberry in Georgia als besonderes Kind gilt, das mit einem Augenzwinkern geboren wurde und in der Lage ist, Geister zu sehen und die Zukunft vorherzusagen. Lenas Mutter bricht jedoch den rituellen Prozess, der ihr kleines Mädchen vor bösen Geistern geschützt hätte. Daher wächst Lena von einem besonderen Kind zu einer ängstlichen Jugendlichen heran, ohne zu verstehen, warum sie so anders ist. Letztendlich muss sie akzeptieren, dass diejenigen, die sie liebt, ihre Liebe geben können und nicht mehr, und sie muss ihren eigenen unsicheren Weg finden. 1990 wurde sie Writer-In-Residence am Spelman College, an dem sie auch Kreatives Schreiben unterrichtete.
Ihr 1993 erschienener zweiter Roman Ugly Ways wurde 1994 von der African American Blackboard List mit dem Preis für den besten Roman ausgezeichnet. Das Buch ist die kraftvolle Geschichte der drei Lovejoy-Schwestern Betty, Emily und Annie Ruth, die sich anlässlich des Todes ihrer Mutter in ihrer Heimatstadt Mulberry, Georgia, wieder vereint haben. Die Schwestern hatten eine komplizierte Hassliebe zu der Frau, die darauf bestand, Mudear genannt zu werden, obwohl sie so weit von einer Mutter entfernt war, wie es nur irgendjemand sein konnte. Im Leben regierte Mudear, eine komplizierte, selbstbewusste Frau, ihr Haus und zog ihre Töchter mit eiserner Hand, weisen Sprüchen und entferntem Interesse an deren „Veränderung“ auf. Die egoistische, manipulative, komplexe Mudear mag zwar tot sein, aber sie ist bei weitem nicht weg. Während sich die emotional gezeichneten Lovejoys auf die Beerdigung ihrer Mutter vorbereiten, schwebt Mudears Geist über ihnen und beklagt sich über die „hässlichen Wege“ ihrer Töchter im Tod, wie sie es im Leben getan hat.
1996 erschien mit The Hand I Fan With der dritte Roman von Tina McElroy Ansa, der ebenfalls den Preis der Georgia Authors Series erhielt. In diesem Buch ist Lena McPherson, das „Baby der Familie“ aus ihrem ersten Roman, erwachsen, reich, schön und erfolgreich. Das einzige Problem ist, dass sie auch einsam, überarbeitet und unbeachtet ist wie die „Hand“, mit der die ganze Stadt Mulberry, Georgia, „fanatisiert“. Aber sie ist immer noch ein besonderes kleines Mädchen, also kommen sie und ihre beste Freundin zusammen und beschwören sie einen Mann und Herman, ein 100 Jahre alter Geist, tauchen auf. Der Roman ist auch eine erotische Liebesgeschichte, in der Herman ihr Leben mit Freude, Liebe und Frieden füllt und sie lehrt, wie sie ihr Leben, ihren Reichtum und ihre Gaben teilen kann, ohne sich dabei selbst zu zerstören.
Neben ihrer schriftstellerischen Tätigkeit war sie auch als Dozentin für Schreibworkshops am Brunswick College, an der Emory University, am College of Coastal Georgia sowie am Spelman College tätig. Im Oktober 2001 wurde Baby of the Family vom Georgia Center for the Book zu einem der 25 Topbücher gewählt, die jeder Einwohner Georgias gelesen haben sollte.
In ihrem 2002 erschienenen Roman You Know Better beschrieb Tina Ansa die Erlebnisse von Tochter, Mutter und Großmutter Pines am Frühlingswochenende des Peach Blossom Festival in der winzigen Stadt Mulberry in Mittelgeorgia. LaShawndra Pines, eine achtzehnjährige Hoochie-Mama, die nichts mehr vom Leben haben will als in einem Musikvideo zu tanzen, hat es wieder vermasselt. Aber diesmal bleibt sie nicht hier, um davon zu hören. Nicht, dass es ihrer Mutter etwas ausmacht: Immerhin ist Sandra Pines damit beschäftigt, an ihrer Karriere als Immobilienmanagerin in der örtlichen Gemeinde zu arbeiten. Es ist LaShawndras Großmutter Lily, eine ehemalige Schullehrerin, Schulleiterin und angesehenes Gemeindemitglied, die um Mitternacht auf den Straßen nach ihrer Enkelin sucht. Im Laufe des Wochenendes lernen diese drei ungleichen, aber verbundenen Frauen, die von einem Trio unerwarteter Geister geleitet werden, dem Schmerz in ihrem Leben zu begegnen und entdecken, dass mit der Versöhnung die Heilung einhergeht, nach der sie alle verzweifelt suchen.
2002 wurde ihr erster Roman Baby of the Family von ihrem Ehemann mit Afrika Ansa, Todd Bridges und Cylk Cozart in den Hauptrollen verfilmt, während sie das Drehbuch schrieb. Ferner verfasste sie Beiträge für die Sendung Postcards from Georgia des Fernsehsenders NICKNITE News Sunday Morning. 2007 erschien der Roman Taking after Mudear.

## Veröffentlichungen
- Baby of the Family, 1989
- Ugly Ways, 1993
- The Hand I Fan With, 1996
- You Know Better, 2002
- Taking after Mudear: a novel, 2007

In deutscher Sprache:
- Breaking ice. Eine Anthologie zeitgenössischer afro-amerikanischer Literatur, Herausgeberin Terry McMillan, Übersetzung Barbara von Bechtolsheim, Rogner und Bernhard bei Zweitausendeins, Hamburg 1994, ISBN 978-3-8077-0274-2
- Die treulosen Töchter, Droemer Knaur, München 1996, ISBN 978-3-426-65065-3
- Die Hand, mit der ich fächle, Droemer Knaur, München 1998, ISBN 978-3-426-19397-6
- Lena Glückskind, Droemer Knaur, München 1999, ISBN 978-3-426-61029-9

## Filmografie
- Baby of the Family, 2002